# Etický kodex pro auditory a účetní znalce
Etický kodex pro auditory a účetní znalce je dokument pod správou Komory auditorů České republiky. Od roku 2006 Komora auditorů přijímá přeložený Etický kodex IFAC. 
První zákon týkající se auditorské profese č. 524/1992 Sb., o auditorech a Komoře auditorů České republiky etický kodex přímo nezmiňoval, pouze v § 16 se vyjadřoval k mlčenlivosti při vykonávání auditorské profese. První etický kodex byl schválen Radou Komory auditorů dne 4. září 1995 s účinností od 1. ledna 1996. Kodex se zabýval deseti základními pravidly, které by auditoři měli při výkonu své profese dodržovat. Povinnost dodržovat etický kodex byla zanesena do zákona č. 254/2000 Sb., o auditorech. Přijetí tohoto zákona souvisí i se vstupem Komory auditorů do Mezinárodní federace účetních (IFAC), která si kladla v požadavcích novelizaci současné právní úpravy. 
Od 27. listopadu 2006 se Komora auditorů a auditorská profese všeobecně v České republice řídí Etickým kodexem IFAC, kdy Komora auditorů ho schválila na svém sněmu. Poslední revize znění Etického kodexu IFAC byla vydána 1. 1. 2011, tato verze byla následně samozřejmě přeložena a přijata KAČR za její vnitřní předpis. 
Etický kodex přidává do vykazování mezinárodně uznávané hodnoty a Komoře auditorů nástroj umožňující další upevnění profesní etiky. 

## Obsah Etického kodexu schváleného Komorou auditorů
V základní struktuře se kodex rozděluje do tří částí (A, B, C). 

### Část A: Obecná platnost standardu
Část A se věnuje obecné platnosti kodexu. Uvádí se zde základní principy auditorské profese, kterými jsou integrita, objektivita, odborná způsobilost a řádná péče, důvěrný charakter informací a profesionální jednání. Dodržování těchto principů ohrožují hrozby, mezi které spadají zejména hrozba vlastní zainteresovanosti, hrozba prověrky po sobě samém, hrozba protekčního vztahu, hrozba spřízněnosti či hrozba vydíratelnosti. Pro potření působení hrozeb je možné použít různé zabezpečovací prvky, které mohou vyplývat přímo z legislativní úpravy či vnitřních pravidel společnosti. Mezi legislativní zabezpečovací prvky lze zahrnout kupříkladu požadavky na vzdělávání a zkušenosti, profesní rozvoj, správu a řízení či další sledování uplatňování zabezpečovacích prvků. Nelze opominout zejména existenci profesních standardů vztažených k auditorské profesi. V případě kdy nelze zabezpečovacími prvky vliv hrozby snížit na přijatelnou úroveň, pravdepodobně by měl auditor dát výpověď či odstoupit z funkce. 

### Část B: Auditoři
Ještě rozsáhlejší než první část je část B, která popisuje detailní použití požadavků a zabezpečovacích prvků z části A při konkrétních situacích. Je zde uvedena celá řada konkrétních situací, které mohou vést k naplnění hrozeb definovaných v části A. Druhou rozsáhlou dílčí částí této části popis etických požadavků při jednotlivých činnostech během auditu. Řeší se zde tak například postupy při získávání zakázek, konflikty zájmů, honoráře, propagace apod. 

### Část C: Účetní znalci
Vedle auditorské profese etický kodex řeší i působnost účetních znalců. Právní vztah mezi účetním znalce a společností, ve které působí, může být různorodý. Právní forma tohoto vztahu však nemá žádný vliv na povinnost dodržování etických povinností platných pro účetní znalce. Účetní znalci mohou být odpovědni za přípravu a vykazování finančních a jiných informací. Profese tak vyžaduje velkou zopovědnost, jelikož na výstupech mohou záviset další rozhodnutí zaměstnavatelských organizací a třetích stran. Účetní znalec by měl podporovat etiku při znázorňování účetního obrazu společnosti. V této části se rovněž nejprve popisují hrozby působící na výkon profese účetního znalce a následně i situace, které mohou mít za následek jejich vznik. 